# Cratere (singolo)
Cratere è un singolo del rapper Frah Quintale pubblicato il 30 giugno 2017 come terzo estratto dal primo album in studio Regardez moi.
Il brano è stato certificato disco di platino in riferimento alla settimana 14 del 2019.

## Tracce
1. Cratere – 2:58